# Jos Clijsters
Jos Maria Alfons Clijsters (Leuven, 28 maart 1950) is een Belgisch voormalig bankier. Hij was van 2011 tot 2014 CEO en van 2014 tot 2021 voorzitter van de raad van bestuur van Belfius Bank & Verzekeringen.

## Levensloop

### Opleiding
Clijsters behaalde een master in de toegepaste economische wetenschappen (marketing) aan de Katholieke Universiteit Leuven (1973). Hij volgde de cursus General Management aan het CEDEP in Fontainebleau, alsook diverse andere internationale managementseminars.
In 1974 begon hij zijn professionele loopbaan in de afdeling consumentenmarketing van de firma Hartog, een Belgisch bedrijf behorend tot de groep Unilever.

## Fortis
In 1981 ging hij werken bij de Generale Bank (later Fortis Groep), waar hij verantwoordelijk was voor de marketing development op alle niveaus. Van 1990 tot 1995 was hij algemeen directeur marketing voor particulieren, professionals en kmo's.Gedurende dit periode onder zijn hiërarchische Marcel Berlingin een levensverzekeringsmaatschappij Alpha Life gecreëerd. In 1995 stond hij mee aan de wieg van de Bank van de Post, een joint venture tussen de Generale Bank en de Belgische Post en hij werd er ook de eerste CEO van. In 1999 keerde hij terug naar Fortis om er verantwoordelijk te worden voor de retail marketing; hij bracht eveneens de fusie tussen de Generale Bank en de ASLK tot een goed einde.
In 2002 werd hij CEO van de Fortis-retailafdeling in België. Onder zijn leiding verbeterde het resultaat van de retailafdeling van € 15 miljoen tot € 400 miljoen; bovendien voerde hij een nieuwe klantgerichte strategie in.
In 2005 werd Clijsters lid van het uitvoerend comité van Fortis en van het directiecomité van Fortis Bank en werd hij wereldwijd verantwoordelijk voor de retailactiviteit (16.000 vte, € 1 miljard nettowinst – ALM inbegrepen – en een omzet van € 4,5 miljard). In zijn hoedanigheid van CEO Retail Banking ontwikkelde hij de activiteit van de bank op internationaal vlak en deed overnames in Polen, Turkije, Ierland en Duitsland. Hij verliet Fortis als CEO Retail Banking eind 2007. In januari 2009 nam Jos Clijsters ontslag uit de raad van bestuur van Fortis Bank.
Tot in 2009 was hij voorzitter van de raad van toezicht van Fortis Bank Polska NV en van Fortis Bank Turkey.

### Dexia/Belfius
In januari 2011 ging hij bij Dexia werken als adviseur van het directiecomité. Hij werd er op 5 september 2011 benoemd tot bestuurder en voorzitter van het directiecomité van Dexia Bank België in opvolging van Stefaan Decraene. In juni 2012 werd Dexia België omgevormd tot Belfius Bank & Verzekeringen.
Op 1 januari 2014 werd hij benoemd tot voorzitter van de raad van bestuur van Belfius Bank & Verzekeringen in opvolging van Guy Quaden. Als voorzitter van het directiecomité werd hij opgevolgd door Marc Raisière.
Op 15 januari 2021 besliste de federale regering dat Jos Clijsters als voorzitter van de raad van bestuur zal opgevolgd worden door Chris Sunt.

## Overige
- Hij was eveneens gedurende enkele jaren voorzitter van de Belgische Stichting Marketing.
- In mei 2008 werd Jos Clijsters benoemd tot voorzitter van de raad van bestuur van de Katholieke Hogeschool Leuven.[8]
- Jos Clijsters is ere-fellow van het Hogeheuvelcollege (van de faculteit Economie en Bedrijfswetenschappen van de KU Leuven)[9]
- Jos Clijsters is een ver familielid van de tennisster Kim Clijsters.
- Clijsters ontving op 28 april 2016 de Lifetime Achievement Award van Stima als een teken van erkenning van zijn jarenlange inzet als marketeer.[10]